# Kompensierplatz

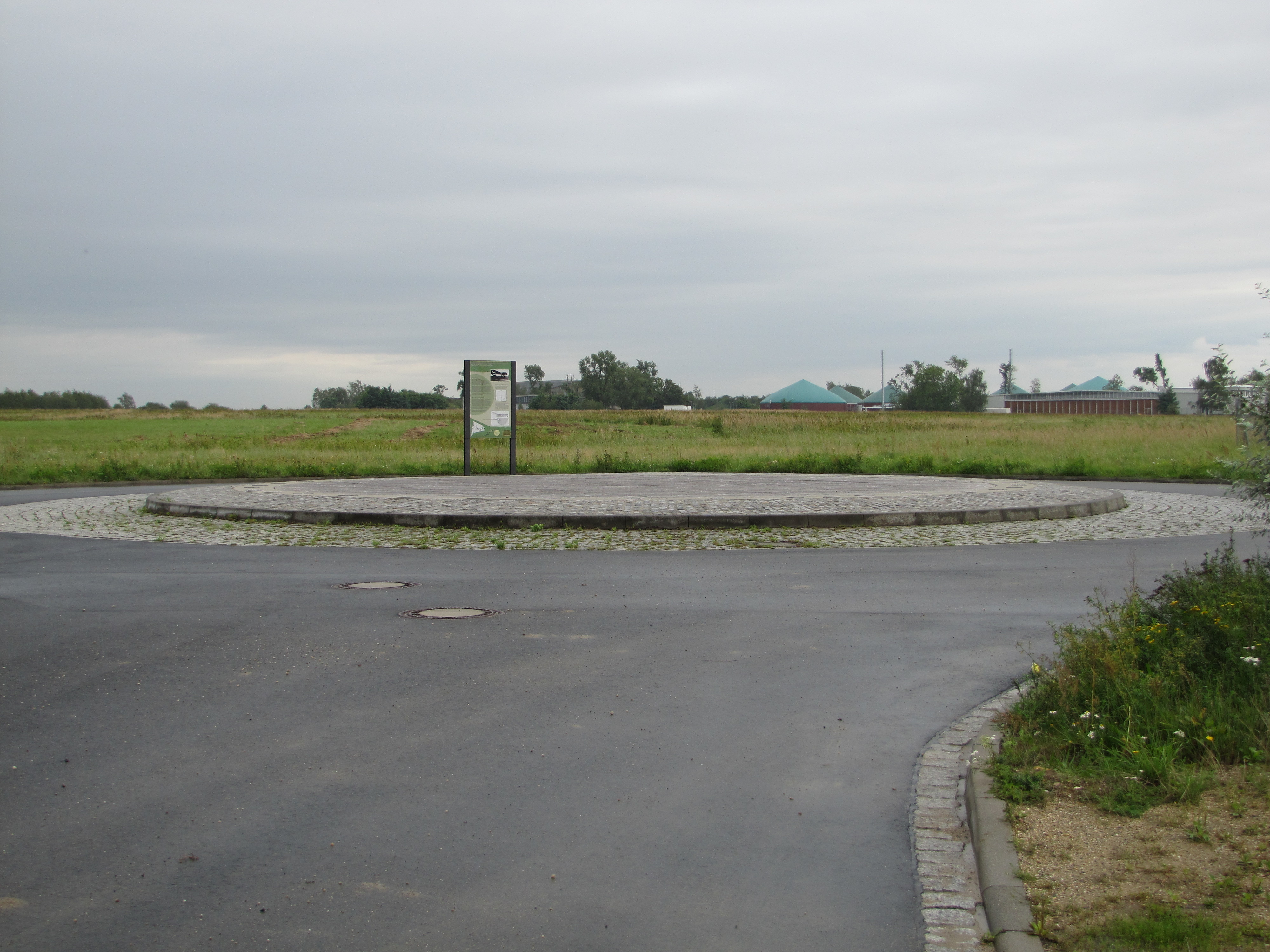
Ehemaliger Kompensierplatz des Flugplatzes Großenhain

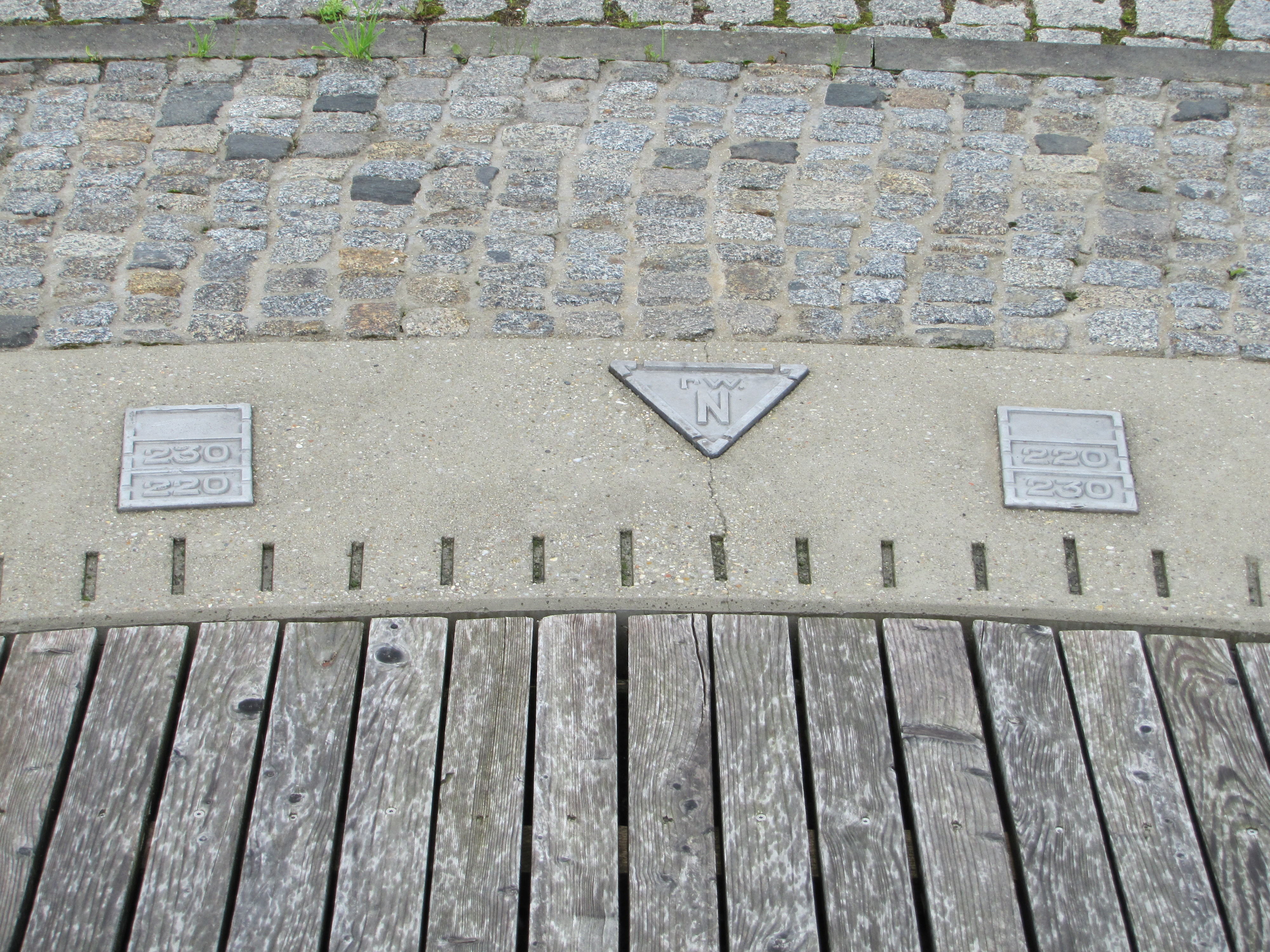
Detail

Ein Kompensierplatz (auch Kompensierfläche oder Kompensierscheibe) ist ein besonders ausgewählter und eingerichteter Ort auf Flugplätzen, an dem das „Kompensieren“ von magnetfeldempfindlichen Gebern in Luftfahrzeugen (Luftfahrtkompass und Induktionssonde) sowie die Bestimmung der Funkdeviation (Fehlweisung) möglich ist.
Auf dem Kompensierplatz können Luftfahrzeuge entsprechend einer am Boden aufgemalten Kompensierrose gedreht werden. So ist ein Kompensieren des Kompasses möglich, bei dem versucht wird, den Fehler einer Missweisung zu korrigieren bzw. für den Restfehler eine Deviation (Berichtigungswert) anzugeben. Das Luftfahrzeug wird dabei in 30-Grad-Schritten auf der Kompensierfläche gedreht. Anschließend werden der auf dem Platz eingestellte und der am Bordkompass angezeigte Kurs verglichen.
Aufgrund von magnetischen Bauteilen wie Eisenkomponenten und stromführenden Leitern in Flugzeugen zeigt der Magnetkompass eine Missweisung an, die durch einen Kompensator ausgeglichen werden kann. Der Kompensator ist eine Einrichtung an Magnet- oder Funkkompassen, mit der sich die Anzeigefehler beseitigen lassen. Am Magnetkompass enthält er schwache Magnete, durch deren Verschiebung das feste Magnetfeld des Luftfahrzeugs ausgeglichen (kompensiert) wird. Am Radiokompass verstellt man mit dem Kompensator die Winkeldifferenz zwischen der Antennenstellung und dem Selsyn-Geber.